# Curug Dago
De Curug Dago is een 30 meter hoge waterval langs de Cikapundung ten noorden van de Indonesische stad Bandung in West-Java.
Curug Dago is te bereiken via een zijpad aan Jalan Dago.

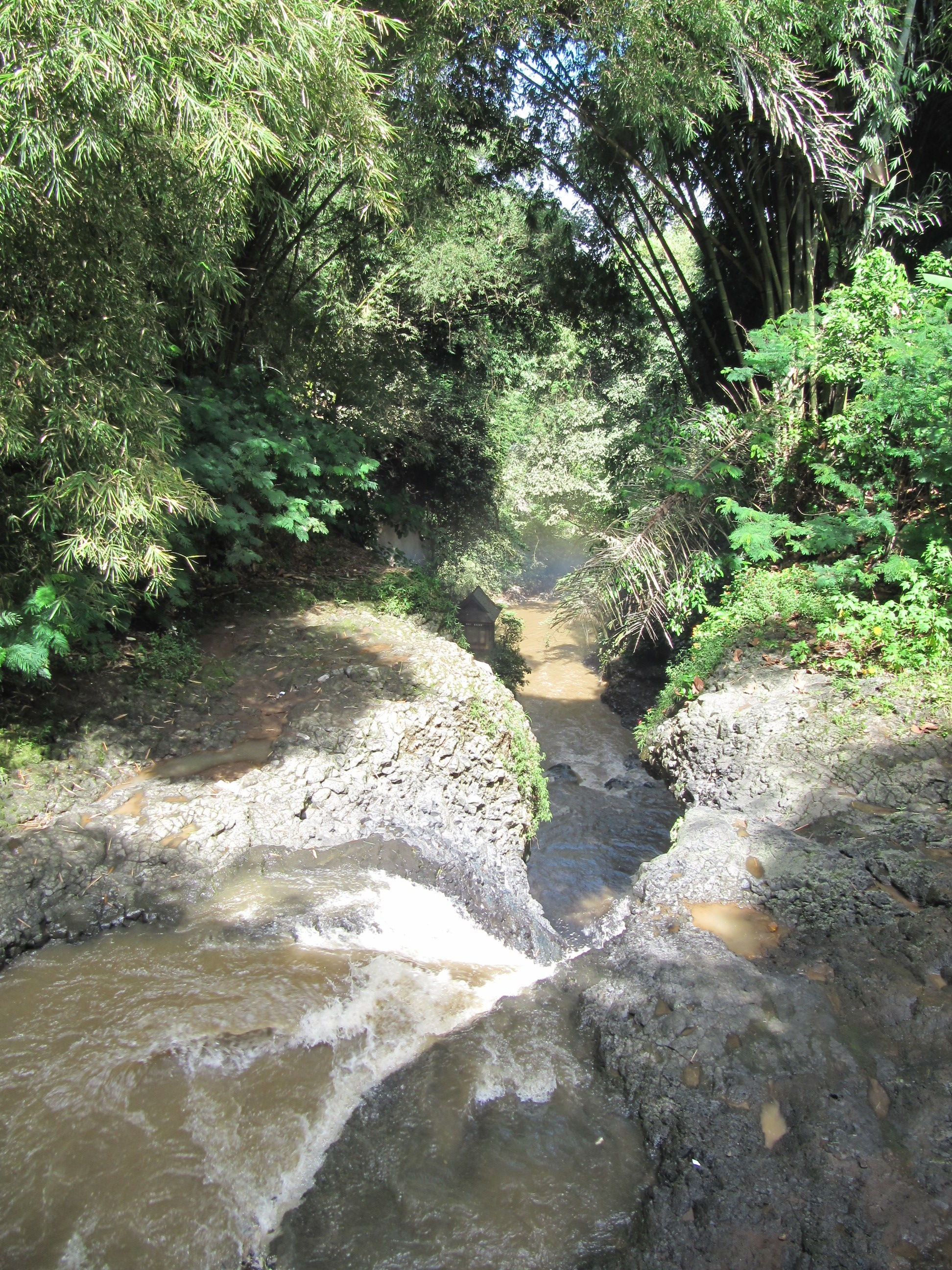
Gezien van boven in 2013